# Јован Рашковић
Јован Рашковић (Книн, 5. јул 1929 — Београд, 28. јул 1992) био је српски психијатар, политичар, универзитетски професор и академик.
Пре рата у данашњој Хрватској радио је као лекар и начелник болнице у далматинском граду Шибенику, где је и становао. На почетку рата, његова кућа је минирана до темеља од стране хрватске стране. Током ратова за југословенско наслеђе, предлагао је мировно и цивилизацијско решење и залагао се за ненаоружани отпор и грађанску непослушност Срба са простора данашње Хрватске, уместо оружаног сукоба. Он је 1990. године основао Српску демократску странку (СДС) у Хрватској. Држао је низ говора, трибина и покушавао да убеди народ, званични Београд и Загреб као и дијаспору за своја становишта и решења сукоба. На почетку рата се преселио у Београд где је радио у специјалној болници „Свети Сава” до своје смрти у 63. години. Објавио је неколико монографија, књига, стручних радова и чланака. Улице у Србији и Српској су постхумно именоване по њему.

## Биографија
Рођен је као син книнског адвоката Душана Рашковића и мајке Славке, из велепоседничке породице Лукавац, рођене у Тепљуху код Дрниша.
Живео је у Книну до почетка Другог светског рата (1941), када као дете бежи у манастир Крка код Кистања а потом у Задар – подручја која је анектирала Италија. Ниже разреде гимназије приватно полаже у Задру и Книну. После Другог светског рата живи у Загребу, где је 1948. године матурирао.
У Загребу студира електротехнику и медицину. Медицину је завршио 1956. године, а специјалистички испит из неуропсихијатрије положио 1962. године. Докторску дисертацију одбранио је 1975. године на Медицинском факултету Универзитета у Загребу.
Био је директор Опште болнице у Шибенику (1959—1961), а затим (1961—1962) први директор новоформираног медицинског центра у истом граду. Бавећи се неурофизиологијом, истраживања проводи у оквиру Института за клиничку неурофизиологију Медицинског факултета у Љубљани, у чијем је формирању учествовао.
Професор је универзитета у Љубљани и Загребу, и гостујући професор на многим угледним универзитетима у свету: Лондон, Хјустон, Павиа, Рим и други.
Био је директор Центра за научно-истраживачки рад болнице „Свети Сава” у Београду, члан Медицинске академије Хрватске, почасни члан Чехословачког удружења психијатара и Удружења психијатара Италије.
Примљен је за члана ван радног састава Српске академије наука и уметности 15. децембра 1988. године.
Један је од најугледнијих психијатара у Југославији. Сарађивао је с многим угледним појединцима и установама у свету. Аутор је преко стотину медицинских публикација, стручних и научних радова, те неколико монографија. Књига „Луда земља”, коју је објавио 1990. године, осликава његов политички кредо и преокупације на плану политике. Постхумно му је објављена књига текстова „Душа и слобода” (1995).

### Политичка делатност
Иако није имао искуства у области политике, нити формалног образовања у области државног права и историје, почевши од 1989. године почео је да се истиче као један од политичких лидера Срба у Хрватској, међу којима је уживао велики углед, првенствено као признати научник и академик. Захваљујући том угледу, изабран је за првог председника Српске демократске странке (СДС) у Хрватској (1990). Књига под називом Луда земља, коју је објавио 1990. године, осликава његов политички кредо и преокупације на плану политике. Његов академско-теоријски приступ у решавању политичких проблема показао се као недовољан за остваривање и заштиту српских националних интереса у Хрватској, што је до пуног изражаја дошло током његових сусрета и преговора са хрватским председником Фрањом Туђманом, који је као бивши генерал и историчар имао далеко више искуства у вођењу послова од општег политичког значаја.
Након избијања рата, напустио је Хрватску и дошао у Београд након почетка ратних дешавања и након победе политике којој се оштро супротстављао. Српско питање у Хрватској почели су да решавају неки други људи, неком другачијом политиком и неким другачијим средствима. Рашковић је стрепео и упозоравао на то, али политички центри моћи у Београду наилазили су на веће разумевање у Српској Крајини. Таква политика, неодговорни потези и вође недорасле историјском тренутку и изазову, допринели су да српски народ доживи још већу несрећу.

### Смрт и наслеђе
Рашковић је преминуо 28. јула 1992. године у специјалној болници „Свети Сава” у Београду од последица срчаног удара. Сахрањен је 30. јула 1992. у Алеји заслужних грађана на београдском Новом гробљу. Опело су служили митрополит загребачко-љубљански Јован и митрополит дабробосански Николај са бројним свештенством.
После смрти, пријатељи су му (председник Издавачког савета Стојан Бербер) у издању новосадске „Славије” објавили књигу текстова „Душа и слобода” (1995), коју је уредио Милутин Шљиванчанин, а предговор и поговор написали су Радован Караџић и академик Добрица Ћосић. Рашковић је један од људи којима је Добрица Ћосић посветио поглавље у свом роману Пријатељи. Добрица Ћосић је за Рашковића написао да је био човек хуманистичке опредељености и дубоке духовности који је следио само себе. Сматрао је да није било политичара попут Рашковића ни у Срба ни у Хрвата. Према Ћосићу, на његове мировне, демократске и цивилизацијске предлоге и заговарања политичког дијалога, званични Загреб на челу са Туђманом одговорао је са одбијањем и делимичним понижењем, у виду игнорисања и објављивања транскрипта разговора са насловом извученим из контекста.
Бербер описује Рашковића и у свом награђеном роману „Трифунеја” (трећа књига), у издању ИП Матица српска (2003).
По Јовану Рашковићу у знак захвалности названо је Дом здравља у Мркоњић Граду као и улице у Приједору, Требињу, Бијељини, Бања Луци, Новим Бановцима и Смедереву.
Народ села Марићка испод Козаре подигао је бисту у порти Цркве Светог пророка Илије на месту где је др Рашковић 2. августа 1989. године одржао говор пред више од 10.000 људи.

## Лични живот
Кћерка др Јована Рашковића и др Тање Стипишић је др Санда Рашковић Ивић, психијатар, амбасадор Републике Србије у Италији (2008-2011) и председник Демократске странке Србије (2014-2016).

## Галерија
- Рашковић у Шибенику, 1989.
- Рашковићев гроб у Алеји заслужних грађана на београдском Новом гробљу
- Споменик др Јовану Рашковићу у порти храма Светог пророка Илије у Марићкој